# سرگئی کراکوفسکی
سرگئی کراکوفسکی (روسی: Серге́й Викторович Краковский؛ زادهٔ ۱۱ اوت ۱۹۶۰) بازیکن سابق شوروی و مربی فوتبال اهل اوکراین است.
از باشگاه‌هایی که در آن بازی کرده‌است می‌توان به باشگاه فوتبال دنیپرو و باشگاه فوتبال دینامو کی‌یف اشاره کرد.